# اريكا فلوريس
اريكا فلوريس (بالإنجليزية: Erika Flores) (و. 1979 – م) هي ممثلة، وممثلة تلفزيونية، من الولايات المتحدة الأمريكية، ولدت في غراس فالي، نيفادا، كاليفورنيا.

## وصلات خارجية
- اريكا فلوريس على موقع IMDb (الإنجليزية)
- اريكا فلوريس على موقع روتن توميتوز (الإنجليزية)
- اريكا فلوريس على موقع ألو سيني (الفرنسية)
- اريكا فلوريس على موقع أول موفي (الإنجليزية)
- اريكا فلوريس على موقع قاعدة بيانات الأفلام السويدية (السويدية)
- اريكا فلوريس على موقع قاعدة بيانات الفيلم (الإنجليزية)
- اريكا فلوريس على موقع كينوبويسك (الروسية)